# Dolores Barreiro
María Dolores Barreiro (Córdoba, 22 de julio de 1975) es una modelo, conductora de televisión y empresaria argentina.

## Biografía
Dolores nació el 22 de julio de 1975 en la ciudad de Córdoba. Es hija del exteniente Coronel Horacio Barreiro y de la Licenciada en Letras Silvia Prandi. Tiene cinco hermanos menores: Milagros, Guadalupe, Trinidad, Horacio y Bernardita. A los cinco años, se trasladó junto a su familia a Buenos Aires por motivos laborales de su padre.
Su ascenso a la fama y al mundo del modelaje se dio en 1993, cuando se presentó en el concurso Dimensión Top Model, organizado por la agencia de modelos Dotto Models. Dolores fue la ganadora de la primera edición de este certamen, a los 18 años de edad.
A comienzos de 1995 desfiló en los eventos de Roberto Giordano y a partir de ese mismo año fue la cara conocida de la marca de ropa John L. Cook, esto trajo como consecuencia que fuera nombrada por la prensa especializada como la modelo del año.
En 1996, desfiló junto a Valeria Mazza y Dolores Moreno en el prestigioso desfile internacional Donna Sotto le Stelle que se realizaba todos los años en la ciudad de Roma. Allí exhibió, entre otros, los diseños de la marca Valentino.
En marzo de 1997 comenzó una nueva etapa como presentadora del programa televisivo El rayo. Ella cuenta que sus comienzos fueron un poco duros pero con el correr de los programas se fue afianzando gracias al apoyo de sus compañeros.
En junio de 1997, luego de un año y medio de relación, contrajo matrimonio con Matías Camisani en la Iglesia San Antonio del barrio de Villa Devoto, Buenos Aires.
Durante esos años se afianzó en su rol de conductora y recibió una nominación a los Premios Martín Fierro en 1998.
A fines del 2000 dejó la conducción de El rayo. En abril de 2001 nació Valentino, el primer hijo de su matrimonio.
En 2002, la productora Cuatro Cabezas le ofreció conducir Planetario, un programa de entrevistas que salió al aire por Canal 13 entre finales de ese año y comienzos de 2003. Dolores se repartió laboralmente entre Argentina y Chile, con desfiles y campañas fotográficas. Además, condujo por Disney Channel el backstage y la intimidad de la versión masculina del reality show Popstars.
En febrero de 2004 dio a luz a Salvador, su segundo hijo con Matías Camisani. En septiembre de ese año regresó a la televisión con el programa Conecta2 junto a Ronnie Arias y continuó como la cara exclusiva junto a su marido de la marca de ropa Class Life y participó en diferentes producciones fotográficas para el canal de moda y entretenimientos Fashion TV. En la primera mitad de 2005, continuó con el programa televisivo Conecta2, por Canal 13, pero esta vez sola al frente del mismo.
En abril de 2006, nació su tercer hijo al que llamaron Milo. En octubre de 2011 fue mamá de su cuarto hijo a quien llamó Suria. En noviembre de 2015 nació su quinta hija, Indra, que significa «diosa de la guerra».
De agosto de 2014 a septiembre de 2017 condujo el programa Noches Fashion TV emitido por Canal 13.
En 2019, se separó de Matías Camisani tras 22 años de matrimonio.

## Carrera como bailarina

### Participación enBailando por un sueño 2008
En 2008, Dolores formó parte del concurso televisivo Bailando por un sueño 2008, en el cual tenía que bailar junto a un bailarín profesional y luchar por un sueño junto a éste. Su bailarín es Pier Fritzscher, con el cual bailó cinco ritmos: Disco, Salsa, Rock N' Roll, Cumbia y Axé. Dolores fue la primera en bailar en el certamen y en los primeros cuatro ritmos tuvo buenas calificaciones sin quedar sentenciada.
En el Axé, Dolores quedó sentenciada junto a Verónica Varano, Karina Jelinek y Marianela Mirra. Dolores quedó en el voto telefónico junto a Mirra, Dolores resultó eliminada al obtener el 14.4% de los votos.

## Programas de televisión
| Año       | Programa              | Canal                                 | Notas        |
| --------- | --------------------- | ------------------------------------- | ------------ |
| 1997-2000 | El rayo               | América TV (1997-1999), Telefe (2000) | Conductora   |
| 2002      | Popstars              | Disney Channel                        | Conductora   |
| 2002-2003 | Planetario            | Canal 13                              | Conductora   |
| 2004-2005 | Conecta2              | Canal 13                              | Conductora   |
| 2008      | Bailando por un sueño | Canal 13                              | Participante |
| 2014-2017 | Noches Fashion TV     | Canal 13                              | Conductora   |